# Buitenplaats Dollard
De Buitenplaats Dollard of Reiderhoeve is een bezoekerscentrum van het Groninger Landschap voor de Dollard.
Het centrum ligt in Termunten aan de voormalige zeedijk bij de polder Breebaart en heeft een uitkijkpost over die polder. Het centrum is het beginpunt voor excursies in het Dollardgebied en de Punt van Reide.